# Крайний Север
Кра́йний Се́вер — часть территории Земли, расположенная главным образом к северу от Северного полярного круга. Климат в некоторых районах чрезвычайно суровый. Территория Крайнего Севера — это арктическая зона, тундра, лесотундра и районы северной тайги. Понятие «Крайний Север» в России представляет собой группу концепций с размытой пространственной локализацией, зависящей от цели рассмотрения. Например, в целях нормативного регулирования льгот и компенсаций работникам, живущим в местностях с суровым климатом, выделяется определённая территория Крайнего Севера (и приравненных местностей). В то же время в целях регулирования северного завоза территория Крайнего Севера определяется «Перечнем районов Крайнего Севера и приравненных к ним местностей с ограниченными сроками завоза грузов (продукции)» и не совпадает с вышеуказанной территорией: существуют районы и местности, входящие только в один из этих перечней.

## Районы Крайнего Севера в России
В качестве руководства при установлении границ Крайнего Севера использованы характеристики, определённые экономистом С. В. Славиным. Учитывалось географическое положение, влияние климатических факторов на человека и технику, среднее число жителей на 1 квадратный километр и показатель развития производственной и социальной инфраструктуры, а также затраты труда на выработку единицы продукции.
В соответствии с законами Российской Федерации к районам Крайнего Севера, в которых применяется система льгот и компенсаций жителям, относят:
- Все острова Северного Ледовитого океана и его морей, а также острова Берингова и Охотского морей.
- Архангельская область — Ненецкий автономный округ, город Северодвинск; районы: Лешуконский, Мезенский, Пинежский, Новая Земля, а также Соловецкие острова.
- Иркутская область — Катангский район.
- Камчатский край.
- Республика Карелия — город Костомукша; районы: Беломорский, Калевальский, Кемский, Лоухский.
- Республика Коми — города Воркута, Инта, Усинск; районы: Ижемский, Печорский, Усть-Цилемский (кроме села Усть-Лыжа Усинского городского округа, приравненного к районам Крайнего Севера).
- Красноярский край — города: Игарка, Дудинка и Норильск; районы: Северо-Енисейский, Таймырский Долгано-Ненецкий, Туруханский, Эвенкийский.
- Магаданская область.
- Мурманская область.
- Сахалинская область — город Оха; районы: Курильский, Ногликский, Охинский, Северо-Курильский, Южно-Курильский.
- Тыва — районы (кожууны): Монгун-Тайгинский, Тоджинский, Тере-Хольский кожуун.
- Тюменская область — Ямало-Ненецкий автономный округ; Белоярский и Берёзовский районы Ханты-Мансийского автономного округа — Югра[7]
- Хабаровский край — Аяно-Майский и Охотский районы.
- Чукотский автономный округ.
- Республика Саха (Якутия).

## Местности, приравненные к районам Крайнего Севера
Некоторые местности в Российской Федерации в правовом отношении приравнены к районам Крайнего Севера:
- Республика Алтай — районы Кош-Агачский и Улаганский.
- Амурская область — города: Зея и Тында; районы: Зейский, Селемджинский и Тындинский.
- Архангельская область — города: Архангельск, Котлас, Коряжма, Мирный, Новодвинск, Онега; районы: Вельский, Верхнетоемский, Вилегодский, Виноградовский, Каргопольский, Коношский, Котласский, Красноборский, Ленский, Няндомский, Онежский, Плесецкий, Приморский, Устьянский, Холмогорский, Шенкурский.
- Республика Бурятия — районы: Баргузинский, Баунтовский эвенкийский, Курумканский, Муйский, Окинский, Северо-Байкальский.
- Забайкальский край — районы: Каларский, Тунгиро-Олёкминский, Тунгокоченский.
- Иркутская область — города: Братск, Бодайбо, Усть-Илимск, Усть-Кут; районы: Бодайбинский, Братский, Казачинско-Ленский, Киренский, Мамско-Чуйский, Нижнеилимский, Усть-Илимский и Усть-Кутский.
- Республика Карелия — города: Петрозаводск, Сортавала; районы: Кондопожский, Лахденпохский, Медвежьегорский, Муезерский, Олонецкий, Питкярантский, Прионежский, Пряжинский, Пудожский, Сегежский, Суоярвский.
- Республика Коми — города: Сыктывкар, Печора и Ухта; районы: Вуктыльский, Княжпогостский, Койгородский, Корткеросский, Прилузский, Сосногорский, Сыктывдинский, Сысольский, Троицко-Печорский, Усть-Вымский, Удорский, Усть-Куломский; село Усть-Лыжа Усинского городского округа.
- Красноярский край — города Енисейск и Лесосибирск; районы: Богучанский, Енисейский, Кежемский, Мотыгинский.
- Пермский край — Коми-Пермяцкий округ; районы: Гайнский, Косинский, Кочёвский.
- Приморский край — районы: Дальнегорский, Кавалеровский, Ольгинский и Тернейский; посёлок городского типа Восток Красноармейского района; сёла Богуславец, Вострецово, Дальний Кут, Измайлиха, Мельничное, Рощино, Таёжное и Молодёжное Красноармейского района.
- Сахалинская область — город Южно-Сахалинск и Южно-Сахалинский городской округ; районы: Александровск-Сахалинский, Анивский, Долинский, Корсаковский, Макаровский, Невельский, Поронайский, Смирныховский, Томаринский, Тымовский, Углегорский, Холмский.
- Томская область — города: Колпашево, Кедровый[9] и Стрежевой; районы: Александровский, Бакчарский, Верхнекетский, Каргасокский, Колпашевский, Кривошеинский, Молчановский, Парабельский, Тегульдетский, Чаинский.
- Республика Тыва — город Кызыл; районы (кожууны): Бай-Тайгинский, Барун-Хемчикский, Дзун-Хемчикский, Каа-Хемский, Кызылский,Овюрский, Пий-Хемский, Сут-Хольский, Тандинский, Тес-Хемский, Улуг-Хемский, Чаа-Хольский, Чеди-Хольский, Эрзинский.
- Тюменская область — Ханты-Мансийский автономный округ — Югра (кроме Белоярского и Берёзовского районов, относящихся к районам Крайнего Севера); районы: Уватский.
- Хабаровский край — районы: Ванинский, Верхнебуреинский, Комсомольский, Николаевский, имени Полины Осипенко, Советско-Гаванский, Солнечный, Тугуро-Чумиканский[10] и Ульчский; города: Амурск, Комсомольск-на-Амуре, Николаевск-на-Амуре и Советская Гавань; посёлок городского типа Эльбан Амурского района; сёла Ачан, Джуен, Вознесенское, Омми, Падали Амурского района

## Льготы в районах Крайнего Севера и приравненной к ним местности
В Российской Федерации лицам, проживающим и работающим в районах Крайнего Севера и приравненных к ним местностях, предоставлены государственные гарантии и компенсации по возмещению дополнительных материальных и физиологических затрат в связи с работой и проживанием в экстремальных природно-климатических условиях Севера. В настоящее время система льгот регулируется Законом РФ от 19.02.1993 № 4520-1 «О государственных гарантиях и компенсациях для лиц, работающих и проживающих в районах Крайнего Севера и приравненных к ним местностях» (с изменениями и дополнениями).
Система льгот включает:
1. льготы, которыми пользуются все без исключения работники, отнесённые законом к числу лиц, работающих в районах Крайнего Севера и в местностях, приравненных к районам Крайнего Севера;
2. льготы, которыми пользуются только некоторые категории работников.

К льготам первой группы относятся:
- ежемесячные надбавки к заработной плате,
- дополнительные отпуска и льготный отпуск,
- доплата к пособию по временной нетрудоспособности,
- льготы при назначении государственных пенсий,
- льготы по вступлению в жилищно-строительные кооперативы.

Льготы, которые предоставляются только некоторым категориям работников Крайнего Севера, включают:
- повышенные компенсации при переезде на работу;
- возмещение расходов по переезду к месту прежнего жительства при прекращении работы на Крайнем Севере;
- единовременное пособие при перезаключении первого трудового договора на новый срок;
- бронирование жилой площади по месту прежнего жительства;
- льготное исчисление стажа работы при назначении пенсии. Они предоставляются работникам, прибывшим на работу в районы Крайнего Севера и в местности, приравненные к ним, при условии заключения трудовых договоров о работе в этих районах и местностях на срок 3 года (а на островах Северного Ледовитого океана — 2 года);
  - членам семей указанных работников (жене, мужу, детям и родителям), поступившим на работу на Крайний Север с заключением трудового договора на 3 или 2 года;
  - работникам, прибывшим в районы Крайнего Севера и в местности, к ним приравненные, в порядке общественного призыва и заключившим срочные трудовые договоры.

Льготы предоставляются либо с момента заключения трудового договора (например, повышенные компенсации при направлении на работу, бронирование жилплощади), либо со дня прибытия на работу (например, льготы по социальному страхованию), либо по истечении определённого срока работы на Крайнем Севере (например, надбавки к заработной плате, отпуска).
- Дополнительные отпуска предоставляются продолжительностью: в районах Крайнего Севера — 24 календарных дня, в местностях, приравненных к ним, — 16 календарных дней, в остальных районах Севера, где установлены районный коэффициент и процентная надбавка к заработной плате, — 8 календарных дней. Разрешено соединять отпуска, но не более чем за 2 года. Один раз в 2 года время проезда к месту использования отпуска и обратно не засчитывается в срок отпуска, а стоимость проезда оплачивается предприятием.

Районные коэффициенты и другие льготы по территориальному признаку в Российской Федерации устанавливаются не только для Крайнего Севера и приравненных к нему местностей, но и в некоторых других районах (например, высокогорных).

## История
Льготы для государственных служащих, работающих в местностях с суровым климатом и другими сложными условиями, существовали ещё в Российской империи (например, льготная выслуга лет).
В советское время льготы для лиц, работающих на Крайнем Севере, были установлены в 1932 году.
Во время Великой Отечественной войны льготы для населения Крайнего Севера, существовавшие на тот момент, были отменены. Льготы были восстановлены в 1945 году, однако количество районов Крайнего Севера было существенно уменьшено, при этом введено понятие местностей, приравненных к районам Крайнего Севера. В приравненных местностях льготы были теми же, что и в районах Крайнего Севера, за исключением длительности льготных отпусков и размеров северных — процентных надбавок.
1960 год. Принят Указ Президиума Верховного Совета СССР от 10 февраля 1960 г. «Об упорядочении льгот для лиц, работающих в районах Крайнего Севера и в местностях, приравненных к районам Крайнего Севера». Утверждён Законом СССР от 7 мая 1960 г. В дальнейшем он пополнялся и корректировался.
- Указом от 30 июня 1962 г. № 27 были оговорены выплаты при переходе на другую работу (часть 6-я статьи 1).
- Указ от 23 июля 1981 г. предусматривал дополнительно оплату суточных за время в пути до места работы в размере 3 рублей 50 копеек, если расстояние в пути составляет более 1000 км. Было также удвоено единовременное пособие работникам и членам их семей против норм, предусмотренных Постановлением Совета Министров СССР от 15 июля 1981 года № 677 «О гарантиях и компенсациях при переезде на работу в другую местность».
- Указом от 26 марта 1984 г. было закреплено право бронировать жилую площадь на время работы на Крайнем Севере на время отсутствия по постоянному месту жительства не только самого работника, но и членов его семьи.
- Указом от 29 марта 1988 г. было ограничено право соединять неиспользованные отпуска полностью или частично не более, чем за три года.

1967 год. Постановлением Совета Министров СССР от 10.11.1967 № 1029 утверждён Перечень районов Крайнего Севера и местностей, приравненных к ним, на которые распространялось действие вышеуказанных указов советского парламента.

## Население
На 1 января 2020 года на Крайнем Севере России и в приравненной к нему местности проживало 9,8 миллиона человек (6,7 % населения России) на площади около 12 миллионов квадратных километров (примерно 70 % от общей территории России). На 2003 год на Крайнем Севере России проживало чуть больше 11,5 миллиона человек (8 % населения России) на площади около 12 миллионов квадратных километров (примерно 70 % от общей территории России), что давало плотность населения в 1 чел./1 кв. км. Коренное население — народы Севера, Сибири и Дальнего Востока Российской Федерации, включают в себя как малочисленные (менее 50 тыс. чел.), так и более крупные (якуты, буряты, тувинцы, коми, карелы).
К коренному населению относятся потомки русских переселенцев — поморы, русскоустьинцы, якутяне, походчане и марковцы.

## Экономика
На Крайнем Севере России, и на примыкающем к нему континентальном шельфе имеются многочисленные месторождения нефти, газа и минеральных полезных ископаемых. Из-за экономических трудностей планируется их добыча с участием КНР.